# 毛羽
毛羽（1401年—？），字鳳儀，浙江衢州府江山縣人，明朝政治人物。進士出身。

## 生平
浙江鄉試第四十一名。宣德五年（1430年）丁丑科會試第八十二名，殿試登進士第二甲第二十七名。

## 家族
曾祖父毛寧靜。祖父毛仁民。父亲毛克中。